# جوليس أندريه
جوليس أندريه (بالفرنسية: Jules André)‏ هو رسام فرنسي، ولد في 19 أبريل 1807 في باريس في فرنسا، وتوفي بنفس المكان في 17 أغسطس 1869.